# Resolució 1051 del Consell de Seguretat de les Nacions Unides
La Resolució 1051 del Consell de Seguretat de les Nacions Unides fou adoptada per unanimitat el 27 de març de 1996. Després de reafirmar les resolucions 687 (1991), 707 (1991) i 715 (1991) sobre el seguiment del  programes d'armes de l'Iraq, el Consell va aprovar un mecanisme per al seguiment de les importacions i exportacions d'elements de 'doble ús' per Iraq.
El Consell de Seguretat va assenyalar les propostes de resolucions 661 (1991), 687 (1991) i 715 (1991) per la Comissió Especial de les Nacions Unides i el Director de l'Agència Internacional de l'Energia Atòmica (AIEA) per desenvolupar un mecanisme per controlar les importacions i exportacions iraquianes d'armes en una carta rebuda el 7 de desembre de 1995.
Actuant sota el Capítol VII de la Carta de les Nacions Unides, el Consell de Seguretat va aprovar les propostes contingudes en la carta amb subjecció a les disposicions de la resolució actual. Es va afirmar què el mecanisme no posava en perill el funcionament d'acords de no-proliferació en vigor o futurs, i que les sol·licituds de vendes a l'Iraq realitzades pels països o sol·licituds iraquianes per exportar articles s'haurian d'adreçar a la Comissió establerta per la resolució 661.
Es va demanar a tots els països sobre el subministrament d'armes a Iraq i que presentessin informació a la unitat conjunta de la Comissió i l'AEIA, i que notifiquessin a la unitat conjunta dels intents de les empreses per eludir el mecanisme, i també els casos en què l'Iraq ja no hagi seguit el procediment. Dins dels 45 dies, els Estats membres havien d'estar proveïts de la informació pertinent de la Comissió Especial i el director general de l'OIEA pel que fa a l'aplicació dels procediments del mecanisme. El Consell de Seguretat reclamaria a l'Iraq que complís amb totes les seves obligacions sota el mecanisme.
Començant l'11 d'abril de 1996, es va requerir al secretari general Boutros Boutros-Ghali i al director general de l'AIEA que informin periòdicament sobre els progressos cada sis mesos.